# 波士頓科納 (紐約州)
波士頓科納（英語：Boston Corner）是位於美國紐約州哥倫比亞縣及達奇斯縣的非建制地區。

## 歷史
波士頓科納的郵局於1861年設立，其後於1959年停運。

## 地理
波士頓科納所處的海拔為高於海平面216米（即709英呎），而該地所採用的時區為UTC-5，即北美东部时区（EST）。同時該地設有夏令時間，為UTC-5調快一小時，即UTC-4（EDT）。